# Tineke Willemsen
Tine Mariëtta (Tineke) Willemsen (Rijssen, 1946) is een Nederlands voormalig hoogleraar.

## Biografie
Willemsen promoveerde in 1984 op Groups in discussion. A methodological and substantial study of interaction in small group. Op 3 december 1993 sprak zij haar rede uit bij de aanvaarding van het ambt van hoogleraar Emancipatie, in het bijzonder Vrouwenstudies aan de Katholieke Universiteit Brabant waartoe zij in 1992 was benoemd. Van 2002 Tot 2006 was zij hoogleraar Arbeids- en organisatiepsychologie aan de Universiteit Tilburg. In 2006 werd zij de tweede ombudsfunctionaris aan de Universiteit Leiden hetgeen zij tot 1 mei 2012 zou blijven.
Prof. dr. T.M. Willemsen was in 2001 een van de oprichters van het Landelijk Netwerk Vrouwelijke Hoogleraren en vanaf 2010 voorzitter van de Raad van Toezicht van Aletta, Instituut voor vrouwengeschiedenis.